# Jaroslav Jech
 Jaroslav Jech (? 1921 – 19. května 1979 Praha) byl český metalurg, vědecký pracovník Výzkumného ústavu hutnictví železa, externí pedagog strojní fakulty Vysoké školy strojní a elektrotechnické v Plzni a Fakulty jaderné a fyzikálně inženýrské ČVUT v Praze. Byl autorem řady odborných publikací, učebnic a patentů. Na základě jeho patentu firma Mikov vyráběla čepele nožů technologií Martfrost.

## Publikace
- Nauka o kovech, SNTL Praha, 1979
- Tepelné zpracování oceli: metalografická příručka, SNTL Praha, 1983

## Patenty
- Způsob tepelného zpracování ocelových předmětů, zejména z nadeutektoidních ocelí. Československá socialistická republika. Patentový spis 119692
- Způsob výroby kovových kroužku, zejména kroužků pro valivá ložiska. Československá socialistická republika. Patentový spis 126857 (spoluautor)
- Způsob výroby teflonovaných čepelek z uhlíkatých ocelí. Československá socialistická republika. Patentový spis 136679 (spoluautor)